# پارسون دروو
پارسون دروو (به انگلیسی: Parson Drove) یک روستا و محله مدنی در بریتانیا است که در فنز واقع شده‌است. پارسون دروو ۱٬۳۳۹ نفر جمعیت دارد.